# Another Side of Rick
Another Side of Rick – studyjny album muzyczny piosenkarza Ricky’ego Nelsona wydany przez Decca Records w 1967 roku. Album ten nie zyskał dużej popularności jak albumy wydawane przez Nelsona w latach 50. i na początku lat 60. XX wieku.

## Utwory
| A1 | Dream Weaver                | 2:56 |
| A2 | Marshmallow Skies           | 2:13 |
| A3 | Don't Blame It On Your Wife | 2:44 |
| A4 | Reason To Believe           | 3:37 |
| A5 | Suzanne On A Sunday Morning | 1:47 |
| A6 | Baby Close Its Eyes         | 1:36 |
| B1 | Barefoot Boy                | 2:34 |
| B2 | Don’t Make Promises         | 2:48 |
| B3 | Promenade In Green          | 2:14 |
| B4 | Georgia On My Mind          | 2:39 |
| B5 | Daydream                    | 2:43 |
| B6 | I Wonder If Louise Is Home  | 2:21 |